# Adriana Lizcano
Adriana Lizcano Suárez (Bucaramanga, 1985)es una abogada, activista y artista colombiana.  Es cocreadora del Festival de la Tigra y parte del dúo Edson Velandia y Adriana Lizcano.

## Carrera
En su dúo con Edson Velandia, presentó discos como Panfletos, que fue determinante para los movimientos sociales en Colombia de 2019 y 2020.Es cocreadora del Festival de la Tigra en Piedecuesta,municipio en donde reside. Su formación como abogada y magíster en derechos humanos le permitió que sus trabajos artísticos tengan incidencia en la defensa de los Derechos Humanos. Por esto, el objetivo del festival es transformar las realidades de Colombia y evitar que se normalice la crueldad.
Formó La Batucada Guaricha en 2018, con la ayuda de Andrea Echeverri.El propósito de la Batucada Guaricha es la defensa de los derechos humanos para reconstruir la memoria histórica. Colaboró con la Comisión de la Verdad. También promueve el valor del campo y la vida rural. Guaricha quiere decir «mujer y sabia» en muisca o «princesa guerrera» en chibcha.Participa en la Asociación de Familiares de Detenidos – Desaparecidos.
Promueve que en colegios se conmemore el 8 de marzo, para evitar la desigualdad y la violencia.
Su tesis de maestría planteó que los procesos de reparación simbólica de víctimas de violencia pueden hacerse a través del arte para realizar un proceso de dignificación de sus tejidos sociales. Esto le confirma que una canción puede llegar más fácilmente a las comunidades que un informe.Su música explica los motivos de marchas y protestas que denuncian desigualdades cometidas por la clase dirigente colombiana.
Entre sus influencias se encuentran Víctor Jara, Violeta Parra, Mercedes Sosay Pablus Gallinazus.

### Discografía
Realizó los trabajos:
- Su madre patria (sencillo) - 2018.
- Todo regalao (sencillo) - 2018.
- El empiezo (sencillo) - 2021.
- Fracking y shoping (sencillo) - 2022.
- El amanecer (sencillo) - 2022.
- Juvenal y el candidato (sencillo) - 2022.
- Panfletos (álbum) - 2022.
- La putana (sencillo) - 2024, con La Batucada Guaricha.

### Videoclips
- La Batucada Guaricha con Velandia y la Tigra - Arrechas
- La Batucada Guaricha - Sensual
- La Batucada Guaricha - ¡Hágale mi ñera!
- Adriana Lizcano & Edson Velandia - La Guerrillera
- Adriana Lizcano & Edson Velandia - Juvenal y el candidato
- Adriana Lizcano & Edson Velandia feat. Fernando Cely - El Amanecer
- Adriana Lizcano & Edson Velandia - Fracking y Shopping
- Adriana Lizcano & Edson Velandia - Todo Regalado / RTVC
- Adriana Lizcano & Edson Velandia - Desolvido
- Adriana Lizcano & Edson Velandia - El Infiltrao
- Adriana Lizcano & Edson Velandia - Todo Regalao [6]
- Adriana Lizcano & Edson Velandia - La paramera
- Adriana Lizcano & Edson Velandia - Se van van van (celebración del 4 de agosto)